# Серри
Серри (итал. Serri) — коммуна в Италии, располагается в регионе Сардиния, в провинции Кальяри.
Население составляет 760 человек (2008 г.), плотность населения составляет 40 чел./км². Занимает площадь 19 км². Почтовый индекс — 8030. Телефонный код — 0782.
Покровителем коммуны почитается святитель Василий Великий, празднование 1 сентября.

## Демография
Динамика населения:

## Администрация коммуны
- Официальный сайт: https://web.archive.org/web/20080705034416/http://www.comune.serri.nu.it/